# Platythelphusa praelongata
Platythelphusa praelongata é uma espécie de crustáceo da família Potamonautidae.
É endémica de Zâmbia.
Os seus habitats naturais são: lagos de água doce.